# Llista de monuments de Monistrol de Montserrat
Llista de monuments de Monistrol de Montserrat inclosos en l'Inventari del Patrimoni Arquitectònic Català per al municipi de Monistrol de Montserrat (Bages). Inclou els inscrits en el Registre de Béns Culturals d'Interès Nacional (BCIN) amb la classificació de monuments històrics i els Béns Culturals d'Interès Local (BCIL) de caràcter arquitectònic.
| Monument                                               | Protecció    | Estil/època                       | Localització                                                                 | Coordenades                                          | Codi?         | Imatge |
| ------------------------------------------------------ | ------------ | --------------------------------- | ---------------------------------------------------------------------------- | ---------------------------------------------------- | ------------- | --- |
| Pont sobre el Llobregat                                | BCIN 160-MH  | Gòtic XIV                         | Monistrol de Montserrat                                                      | 41° 36′ 38″ N, 1° 50′ 49″ E / 41.610671°N,1.846909°E | RI-51-0000449 | Pont sobre el Llobregat (Monistrol de Montserrat) · Vegeu més fotos d'aquest monument · Carregueu una nova foto d'aquest monument                           |
| La Bestorre                                            | BCIN 1053-MH | Romànic XI                        | Monistrol de Montserrat                                                      | 41° 36′ 33″ N, 1° 50′ 42″ E / 41.609121°N,1.845132°E | RI-51-0005546 | La Bestorre (Monistrol de Montserrat) · Vegeu més fotos d'aquest monument · Carregueu una nova foto d'aquest monument                                       |
| Plaça del Bo-bo                                        | BCIL 2001    | Obra popular XVII                 | Monistrol de Montserrat Pl. Bo-Bo                                            | 41° 36′ 38″ N, 1° 50′ 39″ E / 41.610545°N,1.844229°E | IPA-16797     | Plaça del Bo-bo (Monistrol de Montserrat) · Vegeu més fotos d'aquest monument · Carregueu una nova foto d'aquest monument                                   |
| Carrer de Sant Joan                                    | BCIL 2001    | Gòtic, obra popular XV            | Monistrol de Montserrat C. de Sant Joan                                      | 41° 36′ 37″ N, 1° 50′ 38″ E / 41.610253°N,1.843874°E | IPA-16798     | Carrer de Sant Joan (Monistrol de Montserrat) · Vegeu més fotos d'aquest monument · Carregueu una nova foto d'aquest monument                               |
| Antiga Casa Prioral, antic Palau Prioral de Monistrol  | BCIL 2001    | Gòtic, obra popular XIV, XX       | Monistrol de Montserrat Pl. Carles Amat, 1                                   | 41° 36′ 38″ N, 1° 50′ 44″ E / 41.610568°N,1.845620°E | IPA-16799     | Antiga Casa Prioral (Monistrol de Montserrat) · Vegeu més fotos d'aquest monument · Carregueu una nova foto d'aquest monument                               |
| Capella de l'Àngel                                     | BCIL 2001    | Obra popular XVII                 | Monistrol de Montserrat Camí de l'Àngel                                      | 41° 36′ 42″ N, 1° 50′ 31″ E / 41.611666°N,1.842036°E | IPA-16800     | Capella de l'Àngel (Monistrol de Montserrat) · Vegeu més fotos d'aquest monument · Carregueu una nova foto d'aquest monument                                |
| Can Carlí i els Espilons                               | BCIL 2001    | Gòtic, barroc XVII, XV            | Monistrol de Montserrat C. dels Espilons                                     | 41° 36′ 39″ N, 1° 50′ 38″ E / 41.610886°N,1.843943°E | IPA-16801     | Can Carlí i els Espilons (Monistrol de Montserrat) · Vegeu més fotos d'aquest monument · Carregueu una nova foto d'aquest monument                          |
| Cal Cavallé                                            | BCIL 2001    | Historicisme XVIII                | Monistrol de Montserrat Pl. Font Gran i C. de Sant Joan                      | 41° 36′ 35″ N, 1° 50′ 35″ E / 41.609847°N,1.842921°E | IPA-16802     | Cal Cavallé (Monistrol de Montserrat) · Vegeu més fotos d'aquest monument · Carregueu una nova foto d'aquest monument                                       |
| Capella de Sant Antolí                                 | BCIL 2001    | Gòtic XV                          | Monistrol de Montserrat Urbanització Monistrol de Montserrat                 | 41° 37′ 07″ N, 1° 51′ 27″ E / 41.618631°N,1.857552°E | IPA-16803     | Capella de Sant Antolí (Monistrol de Montserrat) · Vegeu més fotos d'aquest monument · Carregueu una nova foto d'aquest monument                            |
| Sant Esteve de Vilamarics, o Sant Pere de Vilamarics   |              | Romànic XII, XIX                  | Monistrol de Montserrat Vilamarics, ctra. de Castellvell a Marganell, km 3,1 | 41° 39′ 13″ N, 1° 49′ 05″ E / 41.653583°N,1.817988°E | IPA-16804     | Sant Esteve de Vilamarics (Monistrol de Montserrat) · Vegeu més fotos d'aquest monument · Carregueu una nova foto d'aquest monument                         |
| Església de Sant Pere de Monistrol                     | BCIL 2001    | Renaixement XVII, XX              | Monistrol de Montserrat Pl. de l'Església                                    | 41° 36′ 38″ N, 1° 50′ 38″ E / 41.610577°N,1.843868°E | IPA-16805     | Església de Sant Pere de Monistrol (Monistrol de Montserrat) · Vegeu més fotos d'aquest monument · Carregueu una nova foto d'aquest monument                |
| Monestir de Santa Maria de Montserrat                  | BCIL 2001    | Romànic, barroc XII, XV, XVI, XIX | Monistrol de Montserrat Muntanya de Montserrat                               | 41° 35′ 36″ N, 1° 50′ 13″ E / 41.593278°N,1.837026°E | IPA-16806     | Monestir de Santa Maria de Montserrat (Monistrol de Montserrat) · Vegeu més fotos d'aquest monument · Carregueu una nova foto d'aquest monument             |
| Monestir de Santa Maria de Montserrat: Via Crucis      | BCIL 2001    | Darreres tendències XX Final      | Monistrol de Montserrat Camí del Via Crucis des de la pl. de l'Abat Oliba    | 41° 35′ 31″ N, 1° 50′ 04″ E / 41.592053°N,1.834384°E | IPA-16815     | Monestir de Santa Maria de Montserrat: Via Crucis (Monistrol de Montserrat) · Vegeu més fotos d'aquest monument · Carregueu una nova foto d'aquest monument |
| Colònia Gomis                                          | BCIL 2001    | Obra popular XIX Final            | Monistrol de Montserrat Ctra. C-55, km 12                                    | 41° 35′ 41″ N, 1° 51′ 10″ E / 41.594849°N,1.852668°E | IPA-16817     | Colònia Gomis (Monistrol de Montserrat) · Vegeu més fotos d'aquest monument · Carregueu una nova foto d'aquest monument                                     |
| Església de la Mare de Déu del Roser                   | BCIL 2001    | Historicisme XX                   | Monistrol de Montserrat Ctra. d'Olesa a Bellver de Cerdanya, km 43,5         | 41° 35′ 42″ N, 1° 51′ 10″ E / 41.595067°N,1.852904°E | IPA-16818     | Carregueu una nova foto d'aquest monument |
| Carrer de Julià Fuchs o Viserta                        | BCIL 2001    | Obra popular XIX                  | Monistrol de Montserrat C. Julià Fuchs                                       | 41° 36′ 46″ N, 1° 50′ 35″ E / 41.612912°N,1.843190°E | IPA-30522     | Carrer de Julià Fuchs (Monistrol de Montserrat) · Vegeu més fotos d'aquest monument · Carregueu una nova foto d'aquest monument                             |
| La Font Gran                                           | BCIL 2001    | Obra popular XX Mitjan            | Monistrol de Montserrat Pl. de la Font Gran                                  | 41° 36′ 35″ N, 1° 50′ 33″ E / 41.609616°N,1.842373°E | IPA-30523     | La Font Gran (Monistrol de Montserrat) · Vegeu més fotos d'aquest monument · Carregueu una nova foto d'aquest monument                                      |
| Ajuntament de Monistrol de Montserrat                  |              | Obra popular XVI                  | Monistrol de Montserrat Pl. de la Font Gran                                  | 41° 36′ 36″ N, 1° 50′ 33″ E / 41.609871°N,1.842620°E | IPA-30524     | Ajuntament de Monistrol de Montserrat · Vegeu més fotos d'aquest monument · Carregueu una nova foto d'aquest monument                                       |
| Habitatge al carrer Sant Pere, 4                       |              | Obra popular XVI                  | Monistrol de Montserrat C. Sant Pere, 4 - c. Montserrat, 22                  | 41° 36′ 38″ N, 1° 50′ 38″ E / 41.610432°N,1.843751°E | IPA-30525     | Habitatge al carrer Sant Pere, 4 (Monistrol de Montserrat) · Vegeu més fotos d'aquest monument · Carregueu una nova foto d'aquest monument                  |
| Antiga Casa de la Vila                                 |              | Obra popular XVII                 | Monistrol de Montserrat C. Sant Pere - c. Manresa                            | 41° 36′ 38″ N, 1° 50′ 39″ E / 41.610689°N,1.844214°E | IPA-30526     | Antiga Casa de la Vila (Monistrol de Montserrat) · Vegeu més fotos d'aquest monument · Carregueu una nova foto d'aquest monument                            |
| Casa Cal Tupinamba                                     |              | Gòtic, Obra popular XIV           | Monistrol de Montserrat C. Sant Joan, 17                                     | 41° 36′ 37″ N, 1° 50′ 38″ E / 41.610180°N,1.843755°E | IPA-30527     | Casa Cal Tupinamba (Monistrol de Montserrat) · Vegeu més fotos d'aquest monument · Carregueu una nova foto d'aquest monument                                |
| Can Gibert                                             |              | Obra popular XV, XVIII            | Monistrol de Montserrat C. Sant Joan                                         | 41° 36′ 37″ N, 1° 50′ 39″ E / 41.610212°N,1.844271°E | IPA-30528     | Can Gibert (Monistrol de Montserrat) · Vegeu més fotos d'aquest monument · Carregueu una nova foto d'aquest monument                                        |
| Casa Doctor Juncà                                      |              | Noucentisme XX Inici              | Monistrol de Montserrat C. Julià Fuchs, 29                                   | 41° 36′ 46″ N, 1° 50′ 34″ E / 41.612656°N,1.842811°E | IPA-30530     | Casa Doctor Juncà (Monistrol de Montserrat) · Vegeu més fotos d'aquest monument · Carregueu una nova foto d'aquest monument                                 |
| Habitatge al carrer Julià Fuchs, 33                    |              | Obra popular XIX                  | Monistrol de Montserrat C. Julià Fuchs, 33                                   | 41° 36′ 46″ N, 1° 50′ 35″ E / 41.612811°N,1.842952°E | IPA-30531     | Habitatge al carrer Julià Fuchs, 33 (Monistrol de Montserrat) · Vegeu més fotos d'aquest monument · Carregueu una nova foto d'aquest monument               |
| Aqüeducte de Cal Pla                                   | BCIL 2001    | Obra popular XVI                  | Monistrol de Montserrat Torrent de la Canaleta                               | 41° 36′ 37″ N, 1° 50′ 42″ E / 41.610316°N,1.844978°E | IPA-30532     | Aqüeducte de Cal Pla (Monistrol de Montserrat) · Vegeu més fotos d'aquest monument · Carregueu una nova foto d'aquest monument                              |
| Hostal de la Creu                                      | BCIL 2001    |                                   | Monistrol de Montserrat En la carena de la serra del Cul de la Portadora     | 41° 36′ 36″ N, 1° 51′ 36″ E / 41.609963°N,1.859937°E | IPA-32074     | Carregueu una nova foto d'aquest monument |
| Can Pla                                                | BCIL 2001    | XX                                | Monistrol de Montserrat Pg. de la Canaleta - pl. de Doctor Carles Amat       | 41° 36′ 38″ N, 1° 50′ 44″ E / 41.61046°N,1.845670°E  | IPA-32075     | Can Pla (Monistrol de Montserrat) · Vegeu més fotos d'aquest monument · Carregueu una nova foto d'aquest monument                                           |
| Corraló al carrer Manresa                              | BCIL 2001    | XVII                              | Monistrol de Montserrat Al final del c. Manresa                              | 41° 36′ 42″ N, 1° 50′ 37″ E / 41.611646°N,1.843633°E | IPA-32083     | Corraló al carrer Manresa (Monistrol de Montserrat) · Vegeu més fotos d'aquest monument · Carregueu una nova foto d'aquest monument                         |
| Estació dels Ferrocarrils Catalans de Monistrol Enllaç | BCIL 2001    | Eclecticisme XIX                  | Monistrol de Montserrat                                                      | 41° 36′ 55″ N, 1° 50′ 38″ E / 41.615288°N,1.843892°E | IPA-32091     | Estació dels Ferrocarrils Catalans (Monistrol de Montserrat) · Vegeu més fotos d'aquest monument · Carregueu una nova foto d'aquest monument                |
| Escoles Noves                                          | BCIL 2001    | Noucentisme XX                    | Monistrol de Montserrat C. de les Escoles                                    | 41° 36′ 40″ N, 1° 50′ 34″ E / 41.611008°N,1.842840°E | IPA-32092     | Escoles Noves (Monistrol de Montserrat) · Vegeu més fotos d'aquest monument · Carregueu una nova foto d'aquest monument                                     |
| Can Cros                                               | BCIL 2001    |                                   | Monistrol de Montserrat                                                      | 41° 36′ 31″ N, 1° 50′ 30″ E / 41.608492°N,1.841625°E | IPA-32093     | Can Cros (Monistrol de Montserrat) · Vegeu més fotos d'aquest monument · Carregueu una nova foto d'aquest monument                                          |
| Can Japus                                              | BCIL 2001    | XX                                | Monistrol de Montserrat Cra. de la Trinitat, km 5,2                          | 41° 36′ 32″ N, 1° 50′ 29″ E / 41.609011°N,1.841395°E | IPA-32101     | Can Japus (Monistrol de Montserrat) · Vegeu més fotos d'aquest monument · Carregueu una nova foto d'aquest monument                                         |
| Can Coma                                               | BCIL 2001    | Modernisme XX                     | Monistrol de Montserrat Carretera C-55, km 13,8                              | 41° 36′ 31″ N, 1° 50′ 50″ E / 41.608520°N,1.847157°E | IPA-32109     | Can Coma (Monistrol de Montserrat) · Vegeu més fotos d'aquest monument · Carregueu una nova foto d'aquest monument                                          |

El Camí del Monestir de Santa Maria de Montserrat a la Cova Santa, amb el Rosari Monumental, està compartit amb el municipi de Collbató. Vegeu la llista de monuments de Collbató.